# Aprosuchus
Aprosuchus is een geslacht van kleine uitgestorven atoposauride Eusuchia uit het Hațeg- Basin in Roemenië.

## Ontdekking en naamgeving
Aprosuchus is bekend van een onvolledige driedimensionale schedel en in verband liggende kaken (holotype UBB V.562/1), evenals een halswervel gevonden in associatie met de schedelresten (toegewezen exemplaar UBB V.562/2). De fossielen werden gevonden in sedimenten van de Pui Gater-vindplaats van het Maastrichtien in het Hațeg-bekken in het hedendaagse Transsylvanië, Roemenië.
De naam is afgeleid van het Hongaarse 'apró' wat klein betekent en het Oudgriekse σοῦχος, soukhos ('krokodil'). De soortaanduiding ghirai eert Ioan Ghira van de Babeș-Bolyai University in Cluj-Napoca, voor zijn bijdragen aan de herpetologie.

## Beschrijving
Aprosuchus was een kleine brevirostrine eusuchiër met een geschatte lichaamslengte van zestig centimeter. Hij verschilt van andere crocodylomorfen door het grote palpebrale, sterk gefuseerd met de oogkasrand van de prefrontalia en frontalia en gedeeltelijk overlappend met het prefrontale en traanbeen; en door het heterodonte gebit. Het gebit van Aprosuchus behoudt ten minste vier verschillende morfotypen, pseudocaniniform, pseudoziphodont lancetvormig, ziphodont lancetvormig en 'laag gekroonde' tanden. Een andere autapomorfie is de w-vormige overlapping tussen de neusbeenderen en prefrontalia die Aprosuchus onderscheidt van Sabresuchus symplesiodon. De aanwezigheid van vier verschillende tandmorfotypes doet twijfel rijzen over de identificatie van atoposauriden op basis van tanden buiten een familieniveau.

## Fylogenie
De volgende fylogenetische boom is gebaseerd op de resultaten van Venczel en Codrea (2019) met behulp van hun strikte consensusboom die het resultaat is van de vier meest spaarzame bomen (exclusief Alligatorium). Ze ontdekten dat Aprosuchus ghirai nauw verwant leek te zijn met andere atoposauriden, terwijl Wannchampsus en de Glen Rose Form buiten de clade stonden, maar nog steeds dichter bij atoposauriden dan bij paralligatoriden.
|  | "Glen Rose" Form      |
|  |                       |
|  | Wannchampsus kirpachi |
|  |                       |

|  | Sabresuchus symplesiodon                                                                         |
|  |                                                                                                  |
|  | \| \| Knoetschkesuchus langenbergensis \| \| \| \| \| \| Knoetschkesuchus guimarotae \| \| \| \| |
|  |                                                                                                  |
|  | Knoetschkesuchus langenbergensis                                                                 |
|  |                                                                                                  |
|  | Knoetschkesuchus guimarotae                                                                      |
|  |                                                                                                  |

|  | Knoetschkesuchus langenbergensis |
|  |                                  |
|  | Knoetschkesuchus guimarotae      |
|  |                                  |

|  | Sabresuchus symplesiodon                                                                         |
|  |                                                                                                  |
|  | \| \| Knoetschkesuchus langenbergensis \| \| \| \| \| \| Knoetschkesuchus guimarotae \| \| \| \| |
|  |                                                                                                  |
|  | Knoetschkesuchus langenbergensis                                                                 |
|  |                                                                                                  |
|  | Knoetschkesuchus guimarotae                                                                      |
|  |                                                                                                  |

|  | Knoetschkesuchus langenbergensis |
|  |                                  |
|  | Knoetschkesuchus guimarotae      |
|  |                                  |

|  | Sabresuchus symplesiodon                                                                         |
|  |                                                                                                  |
|  | \| \| Knoetschkesuchus langenbergensis \| \| \| \| \| \| Knoetschkesuchus guimarotae \| \| \| \| |
|  |                                                                                                  |
|  | Knoetschkesuchus langenbergensis                                                                 |
|  |                                                                                                  |
|  | Knoetschkesuchus guimarotae                                                                      |
|  |                                                                                                  |

|  | Knoetschkesuchus langenbergensis |
|  |                                  |
|  | Knoetschkesuchus guimarotae      |
|  |                                  |

|  | Sabresuchus symplesiodon                                                                         |
|  |                                                                                                  |
|  | \| \| Knoetschkesuchus langenbergensis \| \| \| \| \| \| Knoetschkesuchus guimarotae \| \| \| \| |
|  |                                                                                                  |
|  | Knoetschkesuchus langenbergensis                                                                 |
|  |                                                                                                  |
|  | Knoetschkesuchus guimarotae                                                                      |
|  |                                                                                                  |

|  | Knoetschkesuchus langenbergensis |
|  |                                  |
|  | Knoetschkesuchus guimarotae      |
|  |                                  |

|  | "Glen Rose" Form      |
|  |                       |
|  | Wannchampsus kirpachi |
|  |                       |

|  | Sabresuchus symplesiodon                                                                         |
|  |                                                                                                  |
|  | \| \| Knoetschkesuchus langenbergensis \| \| \| \| \| \| Knoetschkesuchus guimarotae \| \| \| \| |
|  |                                                                                                  |
|  | Knoetschkesuchus langenbergensis                                                                 |
|  |                                                                                                  |
|  | Knoetschkesuchus guimarotae                                                                      |
|  |                                                                                                  |

|  | Knoetschkesuchus langenbergensis |
|  |                                  |
|  | Knoetschkesuchus guimarotae      |
|  |                                  |

|  | Sabresuchus symplesiodon                                                                         |
|  |                                                                                                  |
|  | \| \| Knoetschkesuchus langenbergensis \| \| \| \| \| \| Knoetschkesuchus guimarotae \| \| \| \| |
|  |                                                                                                  |
|  | Knoetschkesuchus langenbergensis                                                                 |
|  |                                                                                                  |
|  | Knoetschkesuchus guimarotae                                                                      |
|  |                                                                                                  |

|  | Knoetschkesuchus langenbergensis |
|  |                                  |
|  | Knoetschkesuchus guimarotae      |
|  |                                  |

|  | Sabresuchus symplesiodon                                                                         |
|  |                                                                                                  |
|  | \| \| Knoetschkesuchus langenbergensis \| \| \| \| \| \| Knoetschkesuchus guimarotae \| \| \| \| |
|  |                                                                                                  |
|  | Knoetschkesuchus langenbergensis                                                                 |
|  |                                                                                                  |
|  | Knoetschkesuchus guimarotae                                                                      |
|  |                                                                                                  |

|  | Knoetschkesuchus langenbergensis |
|  |                                  |
|  | Knoetschkesuchus guimarotae      |
|  |                                  |

|  | Sabresuchus symplesiodon                                                                         |
|  |                                                                                                  |
|  | \| \| Knoetschkesuchus langenbergensis \| \| \| \| \| \| Knoetschkesuchus guimarotae \| \| \| \| |
|  |                                                                                                  |
|  | Knoetschkesuchus langenbergensis                                                                 |
|  |                                                                                                  |
|  | Knoetschkesuchus guimarotae                                                                      |
|  |                                                                                                  |

|  | Knoetschkesuchus langenbergensis |
|  |                                  |
|  | Knoetschkesuchus guimarotae      |
|  |                                  |

De strikte consensusboom van het artikrl was het resultaat van de twee meest spaarzame bomen (inclusief Alligatorium) die vergelijkbare resultaten kregen, waarbij de zustergroepverwantschap tussen de Wannchampsus + Glen Rose Form-clade werd behouden, evenals de zustergroepverwantschap tussen atoposauriden en paralligatoriden.
|  | "Glen Rose" Form      |
|  |                       |
|  | Wannchampsus kirpachi |
|  |                       |

|  | Alligatorium          |
|  |                       |
|  | Theriosuchus pusillus |
|  |                       |

|  | Knoetschkesuchus langenbergensis |
|  |                                  |
|  | Knoetschkesuchus guimarotae      |
|  |                                  |

|  | Alligatorium          |
|  |                       |
|  | Theriosuchus pusillus |
|  |                       |

|  | Knoetschkesuchus langenbergensis |
|  |                                  |
|  | Knoetschkesuchus guimarotae      |
|  |                                  |

|  | Alligatorium          |
|  |                       |
|  | Theriosuchus pusillus |
|  |                       |

|  | Knoetschkesuchus langenbergensis |
|  |                                  |
|  | Knoetschkesuchus guimarotae      |
|  |                                  |

|  | Alligatorium          |
|  |                       |
|  | Theriosuchus pusillus |
|  |                       |

|  | Knoetschkesuchus langenbergensis |
|  |                                  |
|  | Knoetschkesuchus guimarotae      |
|  |                                  |

|  | Alligatorium          |
|  |                       |
|  | Theriosuchus pusillus |
|  |                       |

|  | Knoetschkesuchus langenbergensis |
|  |                                  |
|  | Knoetschkesuchus guimarotae      |
|  |                                  |

|  | Alligatorium          |
|  |                       |
|  | Theriosuchus pusillus |
|  |                       |

|  | Knoetschkesuchus langenbergensis |
|  |                                  |
|  | Knoetschkesuchus guimarotae      |
|  |                                  |

|  | Alligatorium          |
|  |                       |
|  | Theriosuchus pusillus |
|  |                       |

|  | Knoetschkesuchus langenbergensis |
|  |                                  |
|  | Knoetschkesuchus guimarotae      |
|  |                                  |

|  | Alligatorium          |
|  |                       |
|  | Theriosuchus pusillus |
|  |                       |

|  | Knoetschkesuchus langenbergensis |
|  |                                  |
|  | Knoetschkesuchus guimarotae      |
|  |                                  |

|  | "Glen Rose" Form      |
|  |                       |
|  | Wannchampsus kirpachi |
|  |                       |

|  | Alligatorium          |
|  |                       |
|  | Theriosuchus pusillus |
|  |                       |

|  | Knoetschkesuchus langenbergensis |
|  |                                  |
|  | Knoetschkesuchus guimarotae      |
|  |                                  |

|  | Alligatorium          |
|  |                       |
|  | Theriosuchus pusillus |
|  |                       |

|  | Knoetschkesuchus langenbergensis |
|  |                                  |
|  | Knoetschkesuchus guimarotae      |
|  |                                  |

|  | Alligatorium          |
|  |                       |
|  | Theriosuchus pusillus |
|  |                       |

|  | Knoetschkesuchus langenbergensis |
|  |                                  |
|  | Knoetschkesuchus guimarotae      |
|  |                                  |

|  | Alligatorium          |
|  |                       |
|  | Theriosuchus pusillus |
|  |                       |

|  | Knoetschkesuchus langenbergensis |
|  |                                  |
|  | Knoetschkesuchus guimarotae      |
|  |                                  |

|  | Alligatorium          |
|  |                       |
|  | Theriosuchus pusillus |
|  |                       |

|  | Knoetschkesuchus langenbergensis |
|  |                                  |
|  | Knoetschkesuchus guimarotae      |
|  |                                  |

|  | Alligatorium          |
|  |                       |
|  | Theriosuchus pusillus |
|  |                       |

|  | Knoetschkesuchus langenbergensis |
|  |                                  |
|  | Knoetschkesuchus guimarotae      |
|  |                                  |

|  | Alligatorium          |
|  |                       |
|  | Theriosuchus pusillus |
|  |                       |

|  | Knoetschkesuchus langenbergensis |
|  |                                  |
|  | Knoetschkesuchus guimarotae      |
|  |                                  |

|  | Alligatorium          |
|  |                       |
|  | Theriosuchus pusillus |
|  |                       |

|  | Knoetschkesuchus langenbergensis |
|  |                                  |
|  | Knoetschkesuchus guimarotae      |
|  |                                  |

## Paleobiologie
De aanwezigheid van de fossiele overblijfselen van twee verschillende geslachten van atoposauriden, naast voorlopig benoemde losse tanden van de mogelijk durofage (hard voedsel krakende) eusuchiër Acynodon (cf. Acynodon sp.) en de grotere Allodaposuchus impliceert het bestaan van een divers en complex ecosysteem aanwezig op de Transsylvanische landmassa tijdens het Maastrichtien. In dit ecosysteem zou de kleine Aprosuchus hoogstwaarschijnlijk hebben gejaagd op ongewervelde dieren en kleine gewervelde dieren.
De aanwezigheid van Aprosuchus suggereert dat overlevenden van de Laat-Jura/Vroeg-Krijt atoposauride lijn erin slaagden het uit te houden tot aan het Laat-Krijt door complexe eilandecosystemen in de archipels van de Oost-Tethys te koloniseren.